# Campeonato Ecuatoriano de Fútbol Serie B 1971
El Campeonato Ecuatoriano de Fútbol Serie B 1971, conocido oficialmente como «Campeonato Nacional de Fútbol Serie B 1971», fue la 1.ª edición del Campeonato nacional de fútbol profesional de la Serie B en Ecuador. El torneo fue organizado por la Asociación Ecuatoriana de Fútbol (hoy Federación Ecuatoriana de Fútbol), en este torneo originalmente se lo conformó como el octagonal de descenso del Campeonato Ecuatoriano de Fútbol 1971, pero en dicha forma se convertiría en un torneo aparte ya que se definiría a los cuadros que descenderían a la Segunda Categoría, como de los que lograrían el ascenso para la siguiente temporada.
El Macará se convirtió en el primer campeón de la Serie B tras ganar el torneo, mientras que el Olmedo se convirtió en el primer subcampeón del torneo.

## Sistema de juego
El Campeonato Ecuatoriano de la Serie B 1971 se jugó de la siguiente manera:
Única etapa
Se jugó a una sola etapa en encuentros de ida y vuelta (14 fechas) de las cuales los dos equipos el mejor de la tabla sería proclamado campeón y al segundo mejor ubicado sería el subcampeón así mismo ambos equipos ascendieron al Campeonato Ecuatoriano de Fútbol 1972, mientras que para definir a los equipos que desciendan serían los cuadros de menor puntaje en todo el torneo y bajaron de categoría y en la cual disputaron el Campeonato de la Segunda Categoría en la temporada 1972.

## Datos de los clubes
| Equipo            | Ciudad                                                | Provincia  |
| ----------------- | ----------------------------------------------------- | ---------- |
| Brasil            | Ambato                                                | Tungurahua |
| Deportivo Quito   | Quito                                                 | Pichincha  |
| Juventud Italiana | [[Archivo:\|20x20px\|border\|Bandera de Manta]] Manta | Manabí     |
| Macará            | Ambato                                                | Tungurahua |
| Norte América     | Guayaquil                                             | Guayas     |
| Olmedo            | Riobamba                                              | Chimborazo |
| Politécnico       | Quito                                                 | Pichincha  |
| 9 de Octubre      | Guayaquil                                             | Guayas     |

## Equipos por ubicación geográfica
| Provincia  | N.º | Equipos                         |
| ---------- | --- | ------------------------------- |
| Guayas     | 2   | - Norte América - 9 de Octubre  |
| Pichincha  | 2   | - Deportivo Quito - Politécnico |
| Tungurahua | 2   | - Brasil - Macará               |
| Chimborazo | 1   | - Olmedo                        |
| Manabí     | 1   | - Juventud Italiana             |

| Juventud Italiana Norte América 9 de Octubre Politécnico Deportivo Quito Olmedo Brasil Macará |

## Única etapa

### Partidos y resultados
| Fecha 1         | Fecha 1   | Fecha 1           |
| Equipo Local    | Resultado | Equipo Visitante  |
| --------------- | --------- | ----------------- |
| 9 de Octubre    | 4 - 1     | Brasil            |
| Olmedo          | 2 - 1     | Politécnico       |
| Macará          | 4 - 0     | Norte América     |
| Deportivo Quito | 3 - 0     | Juventud Italiana |

| Fecha 2           | Fecha 2   | Fecha 2          |
| Equipo Local      | Resultado | Equipo Visitante |
| ----------------- | --------- | ---------------- |
| Norte América     | 1 - 1     | Deportivo Quito  |
| Juventud Italiana | 0 - 0     | Macará           |
| Brasil            | 1 - 1     | Olmedo           |
| Politécnico       | 3 - 1     | 9 de Octubre     |

| Fecha 3         | Fecha 3   | Fecha 3           |
| Equipo Local    | Resultado | Equipo Visitante  |
| --------------- | --------- | ----------------- |
| 9 de Octubre    | 1 - 0     | Norte América     |
| Olmedo          | 2 - 3     | Juventud Italiana |
| Macará          | 5 - 2     | Brasil            |
| Deportivo Quito | 1 - 1     | Politécnico       |

| Fecha 4           | Fecha 4   | Fecha 4          |
| Equipo Local      | Resultado | Equipo Visitante |
| ----------------- | --------- | ---------------- |
| 9 de Octubre      | 1 - 0     | Olmedo           |
| Juventud Italiana | 1 - 0     | Norte América    |
| Macará            | 2 - 1     | Deportivo Quito  |
| Politécnico       | 3 - 0     | Brasil           |

| Fecha 5           | Fecha 5   | Fecha 5          |
| Equipo Local      | Resultado | Equipo Visitante |
| ----------------- | --------- | ---------------- |
| Norte América     | 3 - 0     | Politécnico      |
| Juventud Italiana | 2 - 2     | 9 de Octubre     |
| Brasil            | 1 - 3     | Deportivo Quito  |
| Olmedo            | 1 - 1     | Macará           |

| Fecha 6         | Fecha 6   | Fecha 6           |
| Equipo Local    | Resultado | Equipo Visitante  |
| --------------- | --------- | ----------------- |
| 9 de Octubre    | 1 - 1     | Macará            |
| Brasil          | 3 - 0     | Norte América     |
| Politécnico     | 8 - 0     | Juventud Italiana |
| Deportivo Quito | 0 - 2     | Olmedo            |

| Fecha 7           | Fecha 7   | Fecha 7          |
| Equipo Local      | Resultado | Equipo Visitante |
| ----------------- | --------- | ---------------- |
| Norte América     | 3 - 2     | Olmedo           |
| Juventud Italiana | 4 - 0     | Brasil           |
| Macará            | 3 - 0     | Politécnico      |
| Deportivo Quito   | 4 - 0     | 9 de Octubre     |

| Fecha 8      | Fecha 8   | Fecha 8           |
| Equipo Local | Resultado | Equipo Visitante  |
| ------------ | --------- | ----------------- |
| 9 de Octubre | 3 - 2     | Deportivo Quito   |
| Brasil       | 1 - 1     | Juventud Italiana |
| Olmedo       | 1 - 0     | Norte América     |
| Politécnico  | 2 - 0     | Macará            |

| Fecha 9           | Fecha 9   | Fecha 9          |
| Equipo Local      | Resultado | Equipo Visitante |
| ----------------- | --------- | ---------------- |
| Norte América     | 0 - 0     | Brasil           |
| Juventud Italiana | 5 - 1     | Politécnico      |
| Macará            | 1 - 0     | 9 de Octubre     |
| Olmedo            | 4 - 1     | Deportivo Quito  |

| Fecha 10        | Fecha 10  | Fecha 10          |
| Equipo Local    | Resultado | Equipo Visitante  |
| --------------- | --------- | ----------------- |
| 9 de Octubre    | 3 - 0     | Juventud Italiana |
| Macará          | 1 - 1     | Olmedo            |
| Deportivo Quito | 3 - 0     | Brasil            |
| Politécnico     | 2 - 4     | Norte América     |

| Fecha 11        | Fecha 11  | Fecha 11          |
| Equipo Local    | Resultado | Equipo Visitante  |
| --------------- | --------- | ----------------- |
| Norte América   | 1 - 0     | Juventud Italiana |
| Brasil          | 0 - 1     | Politécnico       |
| Olmedo          | 2 - 0     | 9 de Octubre      |
| Deportivo Quito | 2 - 0     | Macará            |

| Fecha 12          | Fecha 12  | Fecha 12         |
| Equipo Local      | Resultado | Equipo Visitante |
| ----------------- | --------- | ---------------- |
| Norte América     | 1 - 4     | 9 de Octubre     |
| Juventud Italiana | 1 - 1     | Olmedo           |
| Brasil            | 0 - 1     | Macará           |
| Politécnico       | 2 - 2     | Deportivo Quito  |

| Fecha 13        | Fecha 13  | Fecha 13          |
| Equipo Local    | Resultado | Equipo Visitante  |
| --------------- | --------- | ----------------- |
| 9 de Octubre    | 3 - 1     | Politécnico       |
| Olmedo          | 2 - 1     | Brasil            |
| Macará (C)      | 4 - 1     | Juventud Italiana |
| Deportivo Quito | 2 - 0     | Norte América     |

| Fecha 14          | Fecha 14  | Fecha 14         |
| Equipo Local      | Resultado | Equipo Visitante |
| ----------------- | --------- | ---------------- |
| Norte América     | 1 - 0     | Macará           |
| Juventud Italiana | 0 - 0     | Deportivo Quito  |
| Brasil            | 0 - 0     | 9 de Octubre     |
| Politécnico       | 3 - 3     | Olmedo (SC)      |

### Tabla de posiciones
|  |  |    | Equipo            | PJ | PG | PE | PP | GF | GC | DG  | PTS |
|  |  | -- | ----------------- | -- | -- | -- | -- | -- | -- | --- | --- |
|  |  | 1. | Macará            | 14 | 7  | 4  | 3  | 23 | 12 | +11 | 18  |
|  |  | 2. | Olmedo            | 14 | 6  | 5  | 3  | 24 | 17 | +7  | 17  |
|  |  | 3. | 9 de Octubre      | 14 | 7  | 3  | 4  | 23 | 18 | +5  | 17  |
|  |  | 4. | Deportivo Quito   | 14 | 6  | 4  | 4  | 25 | 16 | +9  | 16  |
|  |  | 5. | Politécnico       | 14 | 5  | 3  | 6  | 29 | 27 | +2  | 13  |
|  |  | 6. | Juventud Italiana | 14 | 4  | 5  | 5  | 18 | 26 | -8  | 13  |
|  |  | 7. | Norte América     | 14 | 5  | 2  | 7  | 14 | 22 | -8  | 12  |
|  |  | 8. | Brasil            | 14 | 1  | 4  | 9  | 10 | 28 | -18 | 6   |

PJ = Partidos jugados; PG = Partidos ganados; PE = Partidos empatados; PP = Partidos perdidos; GF = Goles a favor; GC = Goles en contra; DG = Diferencia de gol; PTS = Puntos
|  | Campeón, disputó los Juegos de Promoción para poder disputar en la 1.ª fase ante el 8.º puesto del Octagonal del No Descenso de la Serie A 1971. |
|  | Subcampeón, disputó los Juegos de Promoción para poder disputar ante el campeón de la Segunda Categoría de Chimborazo 1971.                      |
|  | Disputó los Juegos de Promoción para poder disputar ante el campeón de la Segunda Categoría de Pichincha 1971.                                   |
|  | Disputó los Juegos de Promoción para poder disputar en la 1.ª fase ante el campeón de la Segunda Categoría de Manabí 1971.                       |
|  | Disputó los Juegos de Promoción para poder disputar ante el campeón de la Segunda Categoría del Guayas 1971.                                     |
|  | Disputó los Juegos de Promoción para poder disputar en la 1.ª fase ante el 1.º puesto del Octagonal del No Descenso de la Serie A 1971.          |

#### Evolución de la clasificación
| Equipo            | 01 | 02 | 03 | 04 | 05 | 06 | 07 | 08 | 09 | 10 | 11 | 12 | 13 | 14 |
| ----------------- | -- | -- | -- | -- | -- | -- | -- | -- | -- | -- | -- | -- | -- | -- |
| Macará            |    |    |    |    |    |    |    |    |    |    |    |    |    | 1  |
| Olmedo            |    |    |    |    |    |    |    |    |    |    |    |    |    | 2  |
| 9 de Octubre      |    |    |    |    |    |    |    |    |    |    |    |    |    |    |
| Deportivo Quito   |    |    |    |    |    |    |    |    |    |    |    |    |    |    |
| Politécnico       |    |    |    |    |    |    |    |    |    |    |    |    |    | 5  |
| Juventud Italiana |    |    |    |    |    |    |    |    |    |    |    |    |    | 6  |
| Norte América     |    |    |    |    |    |    |    |    |    |    |    |    |    | 7  |
| Brasil            |    |    |    |    |    |    |    |    |    |    |    |    |    | 8  |

### Campeón
|                                                              |
| Club Deportivo Macará 1.er título Ascendió a la Serie A 1972 |
| También ascendió Centro Deportivo Olmedo como subcampeón.    |

## Juegos de Promoción (Pichincha)
| Fecha    | Equipo      | Resultado | Equipo      |
| -------- | ----------- | --------- | ----------- |
| 12.12.71 | Aucas       | 0-0       | Politécnico |
| 19.12.71 | Politécnico | 2-0       | Aucas       |

 NOTA: Para esta etapa se jugó en una sola fase la única fase se jugó el campeón de la Segunda Categoría de Pichincha de 1971, que fue Aucas contra el equipo que sea quiteño en que se ubicó en la quinta posición del Octagonal del No Descenso de la Segunda etapa del Campeonato Ecuatoriano de Fútbol de 1971 y del Campeonato Ecuatoriano de Fútbol Serie B 1971, que fue Politécnico, el ganador se enfrentó ante el campeón de la Segunda Categoría de Pichincha de 1971; siempre y cuando este sea de Quito en caso de que dicho equipo logró pasar esta fase en este caso Politécnico descendió a la Serie B para la temporada de 1972, mientras el perdedor en este caso Aucas permaneció en la Segunda Categoría de Pichincha.

### Clasificación final
|                                      |                                                       |
| Politécnico Permaneció en la Serie B | Aucas Permaneció en la Segunda Categoría de Pichincha |

## Juegos de Promoción (Manabí)

### 1.ª fase
| Fecha    | Equipo            | Resultado | Equipo            |
| -------- | ----------------- | --------- | ----------------- |
| 30.01.72 | Green Cross       | 0-5       | Juventud Italiana |
| 06.02.72 | Juventud Italiana | 3-1       | Green Cross       |

### 2.ª fase
| Fecha    | Equipo             | Resultado | Equipo             |
| -------- | ------------------ | --------- | ------------------ |
| 05.03.72 | Juventud Italiana  | 1-2       | Liga de Portoviejo |
| 12.03.72 | Liga de Portoviejo | 1-1       | Juventud Italiana  |

 NOTA: Para esta etapa se jugó en 2 fases la 1.ª fase jugó el campeón de la Segunda Categoría de Manabí de 1971, que fue Green Cross contra el equipo que sea mantense en que se ubicó en la sexta posición del Octagonal del No Descenso de la Segunda etapa del Campeonato Ecuatoriano de Fútbol de 1971 y del Campeonato Ecuatoriano de Fútbol Serie B 1971, que fue Juventud Italiana, en la 2.ª fase el ganador de la fase anterior se enfrentó ante el equipo que sea portovejense en que se ubicó en la posición más baja del Octagonal final de la Segunda etapa del Campeonato Ecuatoriano de Fútbol de 1971; siempre y cuando este sea de Portoviejo en caso de que dicho equipo logró pasar estas 2 fases en este caso Liga Deportiva Universitaria de Portoviejo descendió a la Serie B para la temporada de 1972, mientras los perdedores en este caso Juventud Italiana descendió a la Serie B para la temporada de 1972 y Green Cross permaneció en la Segunda Categoría de Manabí.

### Clasificación final
|                                                                        |                                               |                                                          |
| Liga Deportiva Universitaria de Portoviejo Descendió a la Serie B 1972 | Juventud Italiana Descendió a la Serie B 1972 | Green Cross Permaneció en la Segunda Categoría de Manabí |

## Juegos de Promoción (Tungurahua)

### 1.ª fase
| Fecha    | Equipo | Resultado | Equipo |
| -------- | ------ | --------- | ------ |
| 30.01.72 | Brasil | 0-0       | Macará |
| 06.02.72 | Macará | 0-0       | Brasil |

### 2.ª fase
| Fecha    | Equipo            | Resultado | Equipo            |
| -------- | ----------------- | --------- | ----------------- |
| 05.03.72 | América de Ambato | 0-0       | Macará            |
| 12.03.72 | Macará            | 0-0       | América de Ambato |

 NOTA: Para esta etapa se jugó en 2 fases la 1.ª fase jugó el equipo que sea ambateño en que se ubicó en la posición más baja del Octagonal final de la Segunda etapa del Campeonato Ecuatoriano de Fútbol de 1971, que fue Brasil contra el equipo que sea ambateño se se salió en que el campeón de la Segunda Categoría de Tungurahua de 1971, que fue América de Ambato, en la 2.ª fase el ganador de la fase anterior se enfrentó ante el equipo que sea ambateño en que se ubicó en la posición más baja del Octagonal final de la Segunda etapa del Campeonato Ecuatoriano de Fútbol de 1971; siempre y cuando este sea de Ambato en caso de que dicho equipo logró pasar estas 2 fases en este caso Macará ascendió a la Serie A para la temporada de 1972, mientras el perdedor en este caso Brasil descendió a la Segunda Categoría de Tungurahua para la temporada de 1972, mientras el ganador en este caso América de Ambato ascendió a la Serie B para la temporada de 1972.

### Clasificación final
|                                   |                                                            |                                              |
| Macará Ascendió a la Serie A 1972 | Brasil Descendió a la Segunda Categoría de Tungurahua 1972 | América de Ambato Ascendió a la Serie B 1972 |

## Juegos de Promoción (Chimborazo)
| Fecha    | Equipo    | Resultado | Equipo    |
| -------- | --------- | --------- | --------- |
| 07.05.72 | Palestino | 1-6       | Olmedo    |
| 10.05.72 | Olmedo    | 11-1      | Palestino |

 NOTA: Para esta etapa se jugó en una sola fase la única fase se jugó el campeón de la Segunda Categoría de Chimborazo de 1971, que fue Palestino contra el equipo que sea riobambeño en que se ubicó en la segunda posición del Octagonal del No Descenso de la Segunda etapa del Campeonato Ecuatoriano de Fútbol de 1971 y el subcampeón de la Serie B 1971, que fue Olmedo, el ganador se enfrentó ante el campeón de la Segunda Categoría de Chimborazo de 1971; siempre y cuando este sea de Riobamba en caso de que dicho equipo logró pasar esta fase en este caso Olmedo ascendió a la Serie B para la temporada de 1972, mientras el perdedor en este caso Palestino permaneció en la Segunda Categoría de Chimborazo.

### Clasificación final
|                                   |                                                            |
| Olmedo Ascendió a la Serie A 1972 | Palestino Permaneció en la Segunda Categoría de Chimborazo |

## Juegos de Promoción (Azuay)
| Fecha    | Equipo           | Resultado | Equipo           |
| -------- | ---------------- | --------- | ---------------- |
| 10.05.72 | Liga de Cuenca   | 1-2       | Deportivo Cuenca |
| 17.05.72 | Deportivo Cuenca | 2-1       | Liga de Cuenca   |

 NOTA: Para esta etapa se jugó en una sola fase la única fase se jugó el campeón de la Segunda Categoría del Azuay de 1972, que fue Liga Deportiva Universitaria de Cuenca contra el equipo que sea cuencano en que se ubicó en la posición más baja del Octagonal final de la Segunda etapa del Campeonato Ecuatoriano de Fútbol de 1971, que fue Deportivo Cuenca, el ganador se enfrentó ante el campeón de la Segunda Categoría del Azuay de 1972; siempre y cuando este sea de Cuenca en caso de que dicho equipo logró pasar esta fase en este caso Deportivo Cuenca descendió a la Serie B para la temporada de 1972, mientras el perdedor en este caso Liga Deportiva Universitaria de Cuenca permaneció en la Segunda Categoría del Azuay.

### Clasificación final
|                                              |                                                                                     |
| Deportivo Cuenca Descendió a la Serie B 1972 | Liga Deportiva Universitaria de Cuenca Permaneció en la Segunda Categoría del Azuay |

## Juegos de Promoción (Guayas)
| Fecha    | Equipo          | Resultado | Equipo          |
| -------- | --------------- | --------- | --------------- |
| 07.05.72 | Guayaquil Sport | 0-0       | Norte América   |
| 10.05.72 | Norte América   | 0-0       | Guayaquil Sport |

 NOTA: Para esta etapa se jugó en una sola fase la única fase se jugó el campeón de la Segunda Categoría del Guayas de 1971, que fue Guayaquil Sport contra el equipo que sea guayaquileño en que se ubicó en la séptima y penúltima posición del Octagonal del No Descenso de la Segunda etapa del Campeonato Ecuatoriano de Fútbol de 1971 y del Campeonato Ecuatoriano de Fútbol Serie B 1971, que fue Norte América, el ganador se enfrentó ante el campeón de la Segunda Categoría del Guayas de 1971; siempre y cuando este sea de Guayaquil en caso de que dicho equipo logró pasar esta fase en este caso Guayaquil Sport ascendió a la Serie B para la temporada de 1972, mientras el perdedor en este caso Norte América descendió a la Segunda Categoría del Guayas para la temporada de 1972.

### Clasificación final
|                                            |                                                                |
| Guayaquil Sport Ascendió a la Serie B 1972 | Norte América Descendió a la Segunda Categoría del Guayas 1972 |

## Goleador
| Jugador         | Equipo | Goles |
| --------------- | ------ | ----- |
| Italo Cavagnari | Olmedo | 14    |